# Мусолітін Володимир Миколайович
Володимир Мусолітін (нар. 11 березня 1973, Одеса) — український футболіст, нападник.
Насамперед відомий виступами за клуб «Чорноморець», а також національну збірну України.

## Клубна кар'єра
У дорослому футболі дебютував 1991 року виступами за команду клубу СКА (Одеса), в якій провів один сезон, взявши участь у 18 матчах чемпіонату.
Згодом з 1992 по 1994 рік грав у складі команд клубів ЦСК ЗСУ, «Нафтовик-Укрнафта» та СК «Одеса».
Своєю грою за останню команду привернув увагу представників тренерського штабу клубу «Чорноморець», до складу якого приєднався 1994 року. Відіграв за одеську команду наступні три сезони своєї ігрової кар'єри. Більшість часу, проведеного у складі «Чорноморця», був основним гравцем атакувальної ланки команди.
Протягом 1998–2003 років захищав кольори клубів «Ворскла», ЦСКА (Київ), «Кривбас» та «Металург» (Запоріжжя).
Завершив професійну ігрову кар'єру у нижчоліговому клубі «Дністер», за команду якого виступав протягом 2004–2005 років.

## Виступи за збірну
2002 року дебютував в офіційних матчах у складі національної збірної України. Протягом кар'єри у національній команді, яка тривала усього 1 рік, провів у формі головної команди країни 3 матчі, забивши 1 гол.
| Дата       | Місто  | Господарі | Результат | Гості     | Турнір           | Голи | Примітки |
| ---------- | ------ | --------- | --------- | --------- | ---------------- | ---- | -------- |
| 17/05/2002 | Москва | Україна   | 2 – 0     | Югославія | L.G. Cup         | 1    | 46'      |
| 19/05/2002 | Москва | Білорусь  | 2 – 0     | Україна   | L.G. Cup         | -    | 55'      |
| 21/08/2002 | Київ   | Україна   | 0 – 1     | Іран      | товариський матч | -    | 36'      |
| Усього     |        | Матчів    | 3         |           | Голів            | 1    |          |